# Świąteczny więzień
Świąteczny więzień (ang. Holiday in Handcuffs, 2007) – amerykański film telewizyjny przygotowywany przez stację ABC Family. Film znany jest też pod alternatywnym tytułem Święta w kajdanach. Obraz reżyseruje Ron Underwood według scenariusza Sary Endsley. W Polsce wyświetlany za pośrednictwem kanału HBO oraz Ale Kino!.

## Fabuła
Trudie (Melissa Joan Hart) jest przytłoczona życiem i ciągłymi niepowodzeniami. Dodatkowo przed świętami rzuca ją chłopak, dlatego używając pistoletu zmusza Claya Martina (Mario López), aby ten udawał przed jej rodzicami narzeczonego.

## Obsada
- Melissa Joan Hart jako Trudie Chandler
- Mario Lopez jako David Martin/Nick
- Markie Post jako Mrs. Chandler
- Timothy Bottoms jako pan Chandler
- June Lockhart jako Grandma Chandler
- Kyle Howard jako Jake Chandler
- Vanessa Lee Evigan jako Katie Chandler
- Travis Milne jako Ryan
- Marty Hanenberg jako pan Portnoy
- Layla Alizada jako Lucy
- Ben Ayres jako Nick